# Британські командос
Брита́нські кома́ндос (англ. British Commandos) — спеціально тренований особовий склад та підрозділи спеціального призначення Збройних сил Великої Британії, що призначалися для проведення спеціальних операцій. Формування британських командос створювалися за рекомендацією прем'єр-міністра Великої Британії В.Черчілля з червня 1940 року, переважно для зійснення тилових рейдів в глибині території окупованої Німеччиною Європи із завданнями ведення розвідки, організації диверсій і зриву операцій, що проводилися Вермахтом. 
Формування перших підрозділів командос здійснювалося шляхом відбору добровольців Британської армії у бригади спеціальної служби, поступово добір став проводиться з кандидатів, що виявили бажання служити в лавах командос, з військових формувань різних видів та родів військ. Згодом до їхнього складу також набиралися добровольці з країн, котрі потрапили під німецьку окупацію.
Загалом було утворене більше за 30 окремих частин спеціального призначення та 4 штурмові бригади, які брали участь в активних бойових діях по всій Європі, а також на Середземномор'ї, Близькому Сході та Південно-Східній Азії. Операції провадилися, як невеликими групами та підрозділами, що нараховували декілька бійців, так й повноцінними бригадними штурмовими групами в період проведення союзними військами операцій з вторгнення на Європейському та Тихоокеанському театрах дій.
У 1946 році усі формування командос Великої Британії були розпущені, за винятком 3-ї бригади командос Королівської морської піхоти. Водночас, більшість із сучасних спеціальних формувань, як-то британський парашутний полк, Спеціальна повітряна служба, Спеціальна човнова служба, командос Королівської морської піхоти ведуть свою історію від колишніх британських командос, що билися за часів Другої світової війни.

## Історія

### Зародження
4 червня 1940, після розгрому англо-французьких військ під Дюнкерком, завершилася евакуація Британського експедиційного корпусу з пляжів Дюнкерка. Через кілька днів відведені останні союзні війська, що билися в Нарвіку. Британська армія втратила так останні форпости на континенті, узбережжя північної Норвегії до Іспанії перейшла під повний контроль Третього рейху. Велика Британія фактично лишилася без боєздатних військ, підготовлених для дії на суходолі Європейського театру воєнних дій. Водночас, обмежуватися діями лише ВПС і флоту британці не планували.
4 червня прем'єр-міністр Великої Британії Вінстон Черчилль, виступаючи в парламенті, заявив, що «попри невдачі та втратам, ми не повинні обмежитися захистом лише Британських островів і пасивно чекати на німецьке вторгнення». Замість цього, він запропонував якнайшвидше перенести військові дії на материк. Днем раніше, в листі на ім'я начальника генерального штабу Британської імперії генерала Джона Ділля, він писав:
"Ви повинні підготувати спеціально навчені підрозділи для проведення рейдових операцій, які принесуть терор на території, зайняті ворогом. Я очікую, що начальник штабу представить мені свої пропозиції з розрахунками необхідного для проведення енергійних і безперервних наступальних операції поздовж усієї берегової лінії, зайнятої німцями, які залишатимуть за собою слід німецьких трупів.

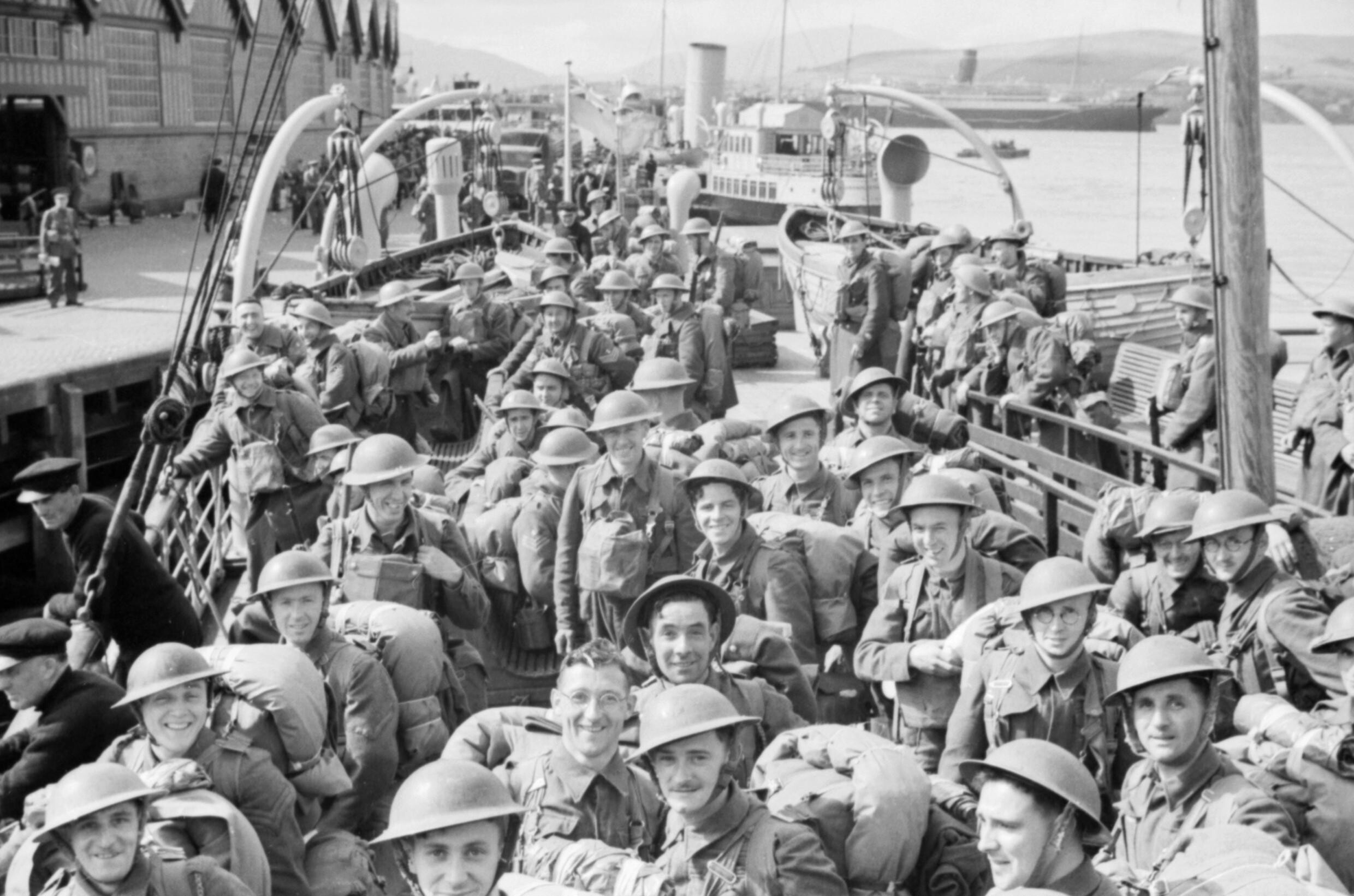
Повернення британських військ з Норвегії після невдачі битви за Нарвік. Червень 1940

За пропозицією підполковника Дадлі Кларка розпочалось формування перших загонів спеціального призначення, завданням яких було знищення особливо важливих об'єктів на території окупованої німецьким Вермахтом Європи. Як Черчилль запевняв свій генералітет, британці мусять мати добре оснащені, озброєнні та підготовлені невеличкі групи професіоналів, що діятимуть на континенті, завдаючи втрат німцям, підриваючи їхній моральний дух та стимулюючи власний дух британського населення.
24 червня 1940 року, ще практично не сформовані командос провели першу бойову операцію «Коллар», здійснив рейд на французьке узбережжя в районі Па-де-Кале. 115 командос, поділені на 4 штурмові групи, під загальним керівництвом підполковника Ронні Тода, здійснили зухвалий наліт з моря на німецькі об'єкти в Нефшатель-Ардело, Кюк, Берк і Ле-Туке-Парі-Плаж. 14 липня британці влаштували наступний рейд на німецьку берегову оборону на окупованому острові Гернсі — операцію «Амбасадор». Й хоча перша операція мала більше пропагандистський характер, та не здобула великого результату, а друга взагалі закінчилася повним провалом, командос на цьому не зупинилися й продовжували інтенсивну підготовку до бойових дій на континенті.
17 липня Черчилль, який був переконаним прихильником командос, призначив на посаду директора штабу об'єднаних операцій адмірала флоту Роджера Кіза. Кіз очолив цей орган управління, котрий відповідав за проведення спеціальних рейдових, диверсійних та десантних операцій на територіях, зайнятих противником, й якому підпорядковувалися усі утворені формування командос.
Перші групи комплектувалися виключно за рахунок набору добровольців з Британської армії, до того ж з переліку частин, що дислокувалися на території островів, а також з тих, хто служив у розформованих окремих рот Територіальної армії, що билися в Норвегії.
До восени 1940 року, британський штаб об'єднаних операцій набрав до лав знов створюваних підрозділів командос більше ніж 2 000 добровольців, й в листопаді з них була сформована бригада спеціальної служби чотирьох-загінного складу на чолі з бригадиром Дж. Гайдоном. Незабаром бригада розрослася до 12 самостійних підрозділів спеціального призначення, яких почали іменувати підрозділ або загін командос.
Кожний такий окремий підрозділ очолювався підполковником й налічував 450 осіб особового складу, та у свою чергу поділявся на бойові групи (роти) по 75 чоловіків, що складалися з 5 бойових секцій по 15 командос відповідно. Фігурально усі добровольці відряджалися до підрозділів командос, та офіційно лічилися у штаті власних полків та відповідно носили полкові знаки розрізнення.

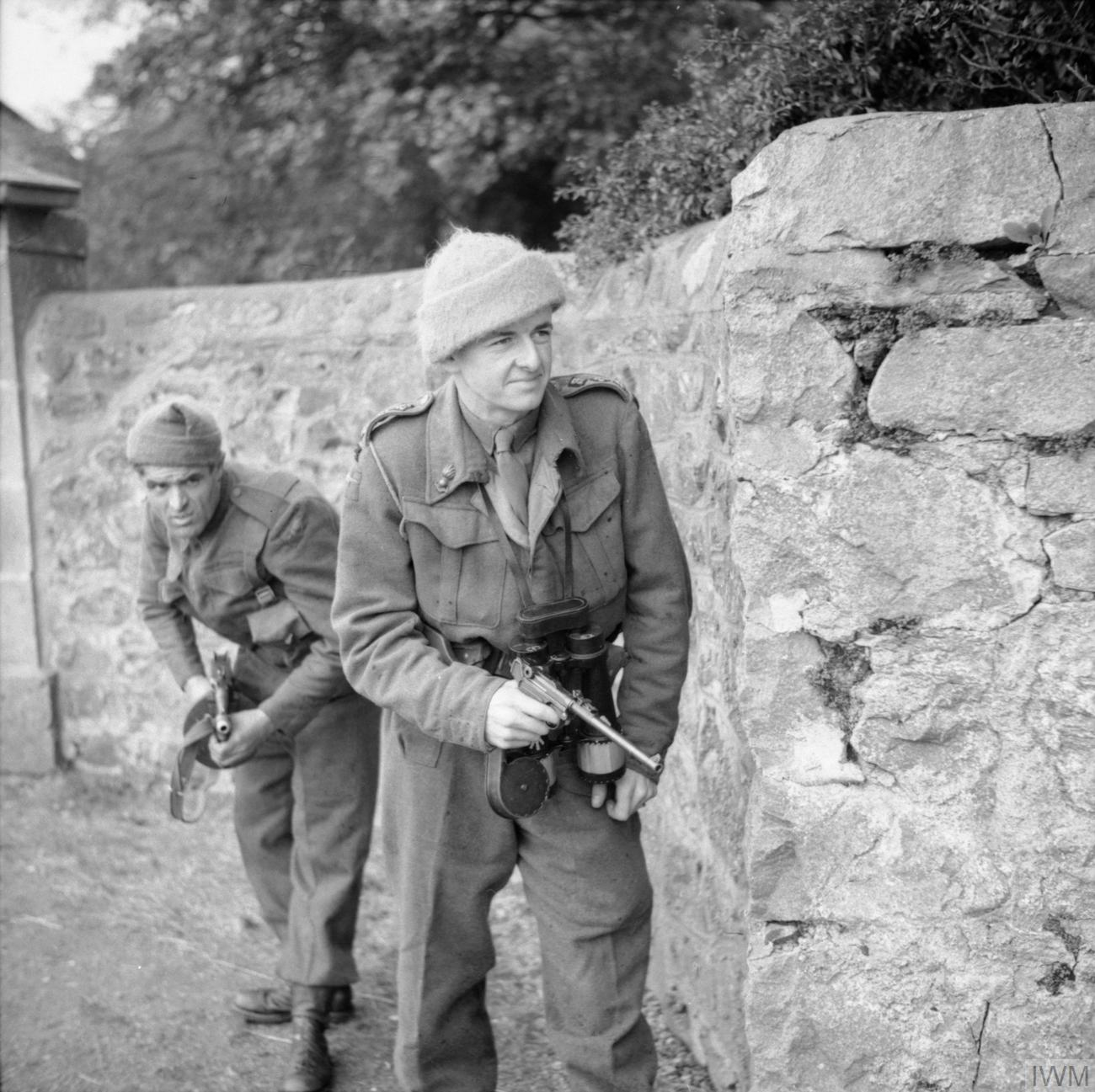
Заняття з тактики дій рейдових груп загону No. 6 у навчальному центрі в Шотландії. 9 жовтня 1941

Штаб об'єднаних операцій здійснював загальне та оперативне керівництво цими загонами. Першим командиром або директором штабу був легендарний військово-морський діяч за часів Першої світової війни, адмірал флоту, ветеран Галліполійської кампанії та рейду на Зебрюгге та особистий товариш В.Черчилля 68-річний Роджер Кіз. Він брав участь у створенні цього унікального роду військ, заклав основи та сприяв їхньому всілякому розвитку та успіху. У жовтні 1941 його змінив на посаді віце-адмірал Луїс Маунтбеттен. Генерал-майор Роберт Лейкок був останнім командиром командос, він очолював штаб з жовтня 1943 до кінця війни.

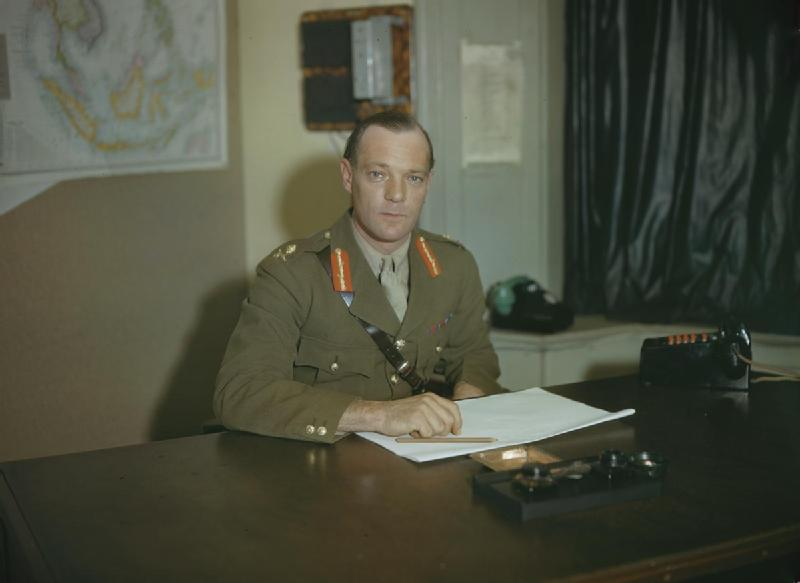
Генерал-майор Роберт Лейкок. 1943

## Організація
Загалом у складі збройних сил Великої Британії було сформоване 30 підрозділів або загонів командос. 15 загонів, що входили до складу британської армії, сформовано на території Британських островів, ще 4 — на Близькому Сході. Ще 9 загонів командос було розгорнуто, починаючи з 1942 року у складі Королівської морської піхоти, та по одному загону існувало у Королівських ВМФ та ВПС.

### Підрозділи командос

#### Європейський театр дій
- No. 1
- No. 2
- No. 3
- No. 4
- No. 5
- No. 6
- No. 7
- No. 8 (гвардійські командос)
- No. 9
- No. 10 (іноземні добровольці)
- No. 11 (шотландські командос)
- No. 12
- No. 14 (арктичні командос)
- No. 30
- No. 62[3]

#### Близькосхідний театр дій
- No. 50
- No. 51
- No. 52
- Командос Середнього Сходу.[3]

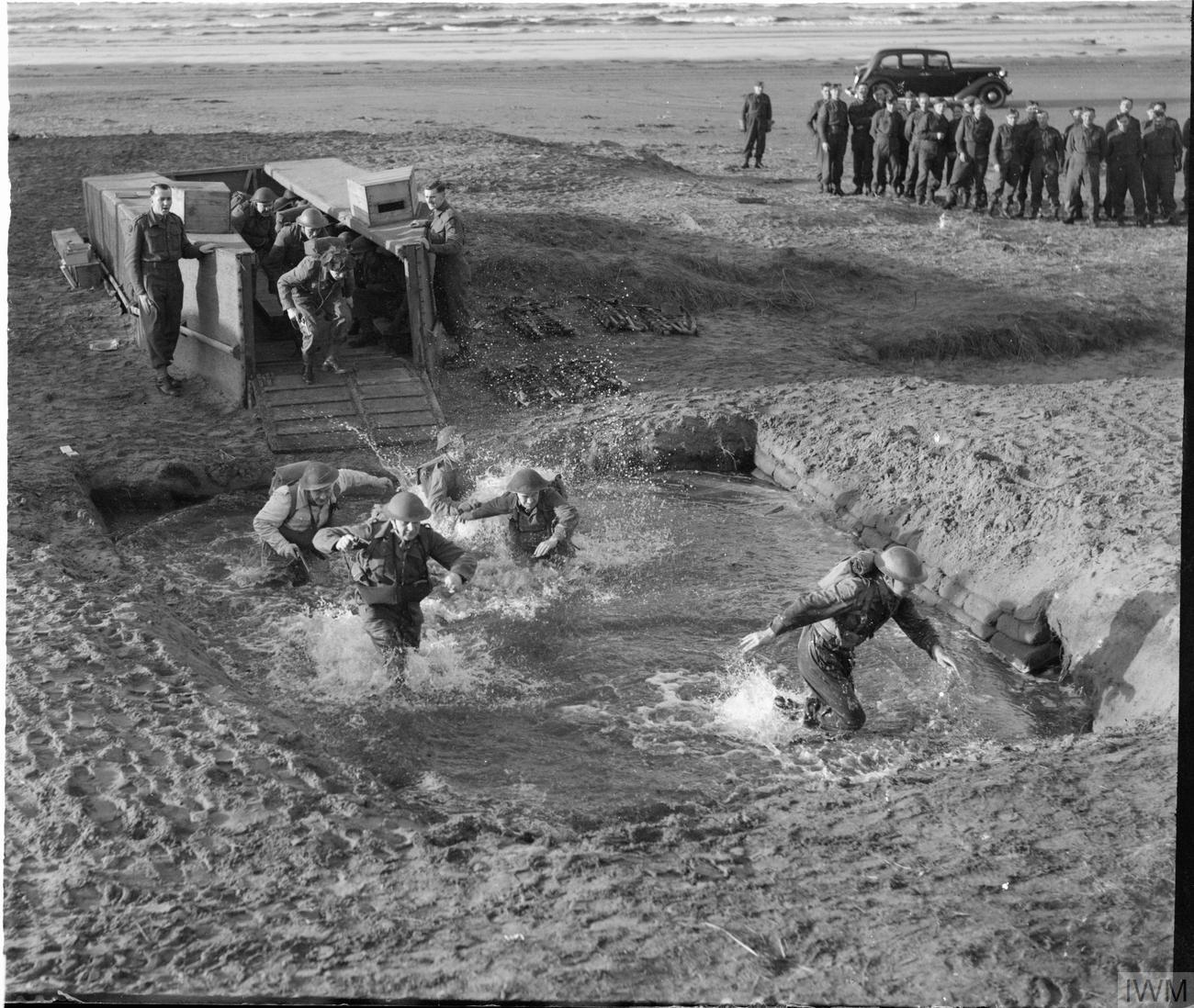
Тренування британських командос у висадці на ворожій берег з десантно-висадочних засобів.

До складу загону No. 10 входили усі представники націй окупованих Німеччиною держав (іноземні добровольці), а також німці, хто співпрацював з союзниками. Цей підрозділ був найбільшим за чисельністю, у включав окремі підрозділи з французьких, бельгійських, польських, норвезьких, голландських військовиків, та окрема група — No. 3 (X), особовий склад якої комплектувався за рахунок німецьких громадян та перебіжчиків. 3-тя група 10-го загону з 1944 року була перейменована на «змішану групу», оскільки там проходили службу також англомовні громадяни. Серед цих командос нерідко зустрічалися німці, австрійці та антифашисти зі Східної Європи, які піддалися нацистським переслідуванням та втекли.
Із початку утворення цих підрозділів, деякі з них формувалися для виконання певних завдань або мали якусь специфіку в підготовці. Так, загін No. 2 готувався для висадки у тил німецьких військ виключно парашутним способом. З червня 1940 він розпочав бойову та повітряно-десантну підготовку та незабаром був перетворений на 11-й батальйон САС, який згодом перетворився на 1-й парашутний батальйон. Замість цього підрозділу в складі командос був сформований новий загін з таким самим номером.
Декілька окремих підрозділів командос були зведені до структури, яка носила назву «Лейфорс», на ім'я її командира полковника Р.Лейкока, і відправлені на Близький Схід. На основі цього угруповання були розгорнути ескадрони Спеціальної повітряної служби та Спеціальної човнової служби.
No. 14 (арктичні командос) проходили інтенсивну підготовку для дій в суворих умовах арктичного клімату за межами полярного кола. До програми їх підготовки входили навіть дії з тренування нападів на ворожі кораблі та судна з використанням малих катерів й човнів, а також каное.
No. 30 призначався для проведення спеціальних операцій з глибинної розвідки. Підготовка цих командос включала роботу з ворожими документами, тренування в пошуку, зламуванні сейфів, поводженні з полоненими, їх допит, прихованій фотографії, техніці втечі та багатьом іншим прийомам й навичкам для дії в глибокому тилу Вермахту.
No. 62 або загін малих рейдових дій становив невеличкий, лише 55 чоловік, спеціальний підрозділ, який підпорядковувався безпосередньо британському Управлінню спеціальних операцій й залучався до проведення найзагрозлівиших та найнебезпечніших завдань спеціальних операцій. Вояки цього загону брали участь у проведенні операції «Постмейстер» на іспанському острові Фернандо По у Гвінейській затоці поблизу узбережжя Західної Африки.

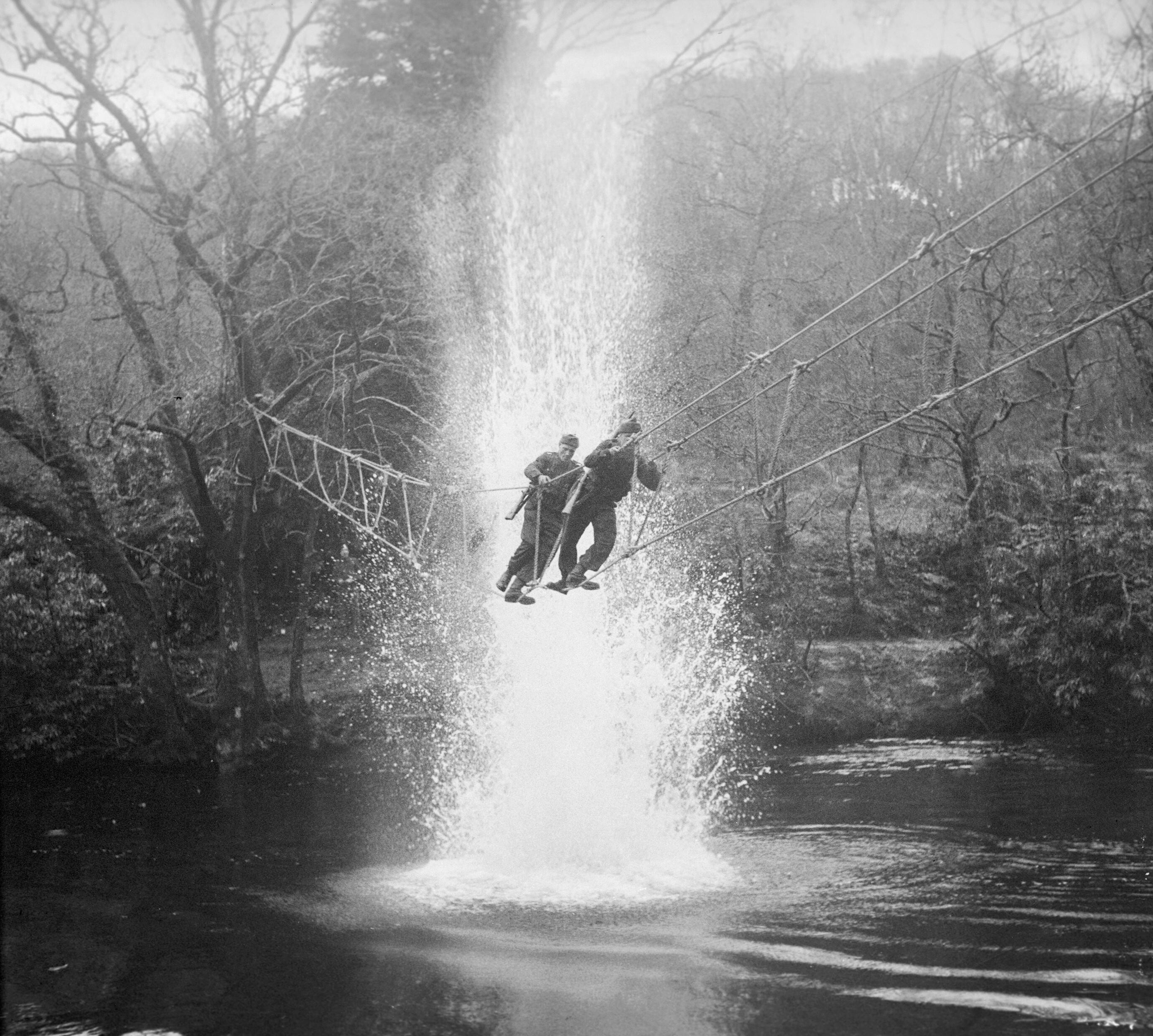
Британські командос проходять тренування у подоланні підвісного мосту через водну перешкоду під «артилерійським вогнем противника». Січень 1943

У лютому 1941 року британські командос піддалися реорганізації через зміни в організаційно-штатних структурах британських збройних сил. Кожний загін командос з цього часу складався зі штабу та шести груп (замість 10, що були раніше). Кожна група мала у своєму складі 3 офіцера та 62 солдати й сержанти; таким чином одна група розміщувалася в двох штурмових десантних катерах типу LCA. Дві штатні групи спецназівців могли перевозитися десантним судном типу «Глен», одна — типу «Датч».
Механізований транспорт для підрозділу командос включав по одному автомобільному транспортному засобу для командира, 12 мотоциклів (шість з них з колясками), дві вантажівки на 15 cwt й один 3-тонний вантажний автомобіль. Увесь цій транспорт призначався для вирішення адміністративних та транспортних завдань у районах дислокації та проведення тренувань командос, і аж ніяким чином не застосовувався під час проведення рейдових та інших операцій.

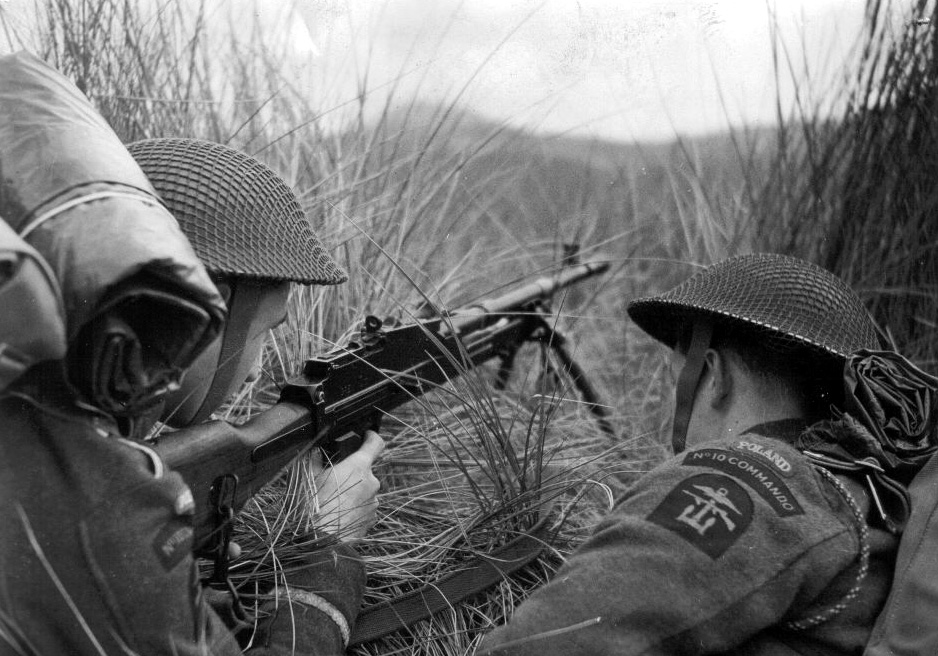
Кулеметна обслуга Bren зі складу 6-ї польської групи No. 10 (іноземні добровольці) під час проведення занять з вогневої підготовки. Навчальний центр. 1943

У лютому 1942 на прохання керівництва морської піхоти у складі Королівської морської піхоти були сформовані власні частини на кшталт армійських формувань. У цілому утворене 9 загонів командос морської піхоти:
- No. 40
- No. 41
- No. 42
- No. 43
- No. 44
- No. 45
- No. 46
- No. 47
- No. 48

Останній загін No. 48 формувався вже в 1944 році.
У 1943 було сформоване ще два окремих загони командос. Перший з них розгортався під назвою загін командос Королівських ВМС, на нього покладалися завдання підготовки, утримання та оборони плацдармів при проведенні амфібійних операцій. Другий — загін командос Королівських ПС, він призначався для забезпечення контролю повітряного руху в процесі вторгнення, захоплення й утримання аеродромів та слушних майданчиків для посадки літаків своєї авіації.
Того ж року, організаційна структура британських командос зазнала чергових змін. Кожний загін зараз мав невеличку штабну групу, п'ять бойових груп, групу важкої зброї та взвод зв'язку. Бойова група складалася з 65 військовиків поділених на дві бойові секції по 30 чоловік, котрі у свою чергу поділялися на 3 відділення по 10 командос. Група важкої зброї мала на озброєнні 3-дюймовий міномет Ordnance ML 3 та кулеметні обслуги з важкими кулеметами «Віккерс». Додатково до штату загону вводилися механізовані транспортні засоби для виконання завдань в тилу противника. Цей транспорт включав машину командира загону, 15 мотоциклів (шість з колясками), 10 вантажівок на 15 cwt й три 3-тонні вантажівки. Зокрема група важкої зброї мала сім джипів Jeep з причепами та по одному джипу до кожної бойової групи і штабної секції. Така укомплектованість механічними засобами дозволяла здійснювати одночасне перекидання двох бойових груп, групи важкої зброї та штабної секції загону командос.
Після такої реорганізації масштаб та розмах проведення операцій британських командос значно зріс. Для сприяння висадки головних сил морського та повітряного десанту у ході вторгнення, злиттям 17-ти загонів командос було сформовано чотири бригади спеціального призначення, які мали діяти як передова ударна сила союзних військ. Відповідно штаб бригади спеціальної служби трансформувався на штабну групу спеціальної служби на чолі з генерал-майором Робертом Старгезом. Решта загонів командос (No. 12, No. 14 та No. 62), котрі не увійшли до складу бригад, використовувалися за прямим призначенням для проведення рейдових дій тактичного рівня. Однак, ростуча інтенсивність операцій, брак фахівців для поповнення внаслідок втрат та інші чинники, ці загони були розформовані наприкінці 1943 року, а особовий склад увійшов до бригадних структур. Завдання проведення малих рейдових операцій перенацілили двом групам французьких командос зі складу No. 10 (іноземні добровольці).

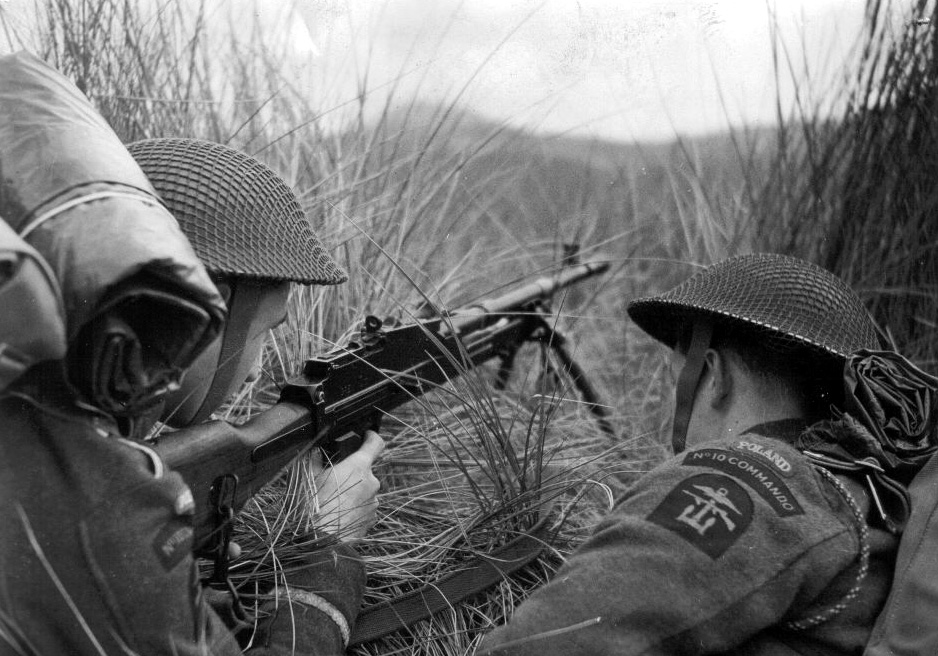
Кулеметна обслуга Bren зі складу 6-ї польської групи No. 10 (іноземні добровольці) під час проведення занять з вогневої підготовки. Навчальний центр. 1943

У 1944 в структурі керівництва командос утворений оперативний штаб командос, на який покладалися завдання оперативного управління компонентами командос від армії та морської піхоти. Обидві складові мали у своєму складі 5 груп та групу важкої зброї й комплектувалися за рахунок найпідготовленіших професіоналів. Військовики з цих підрозділів служили своєрідним стратегічним резервом для загонів спеціального призначення; у разі необхідності вони підмінювали або окремих військовослужбовців або цілком підрозділи командос при виконанні ними завдань.
У грудні 1944 чотири бригади спеціальної служби переформували у бригади командос.

## Тренування та підготовка
На початковій фазі створення підрозділів командос літом 1940 року, увесь процес підготовки та тренування цілком покладався на плечі командирів цих підрозділів. До того ж, знов створені загони та групи потерпали від браку найнеобхіднішего — зброї, оснащення, екіпіровки — у першу чергу через ту ситуацію, що склалася у британській армії через катастрофу під Дюнкерком, коли левову долю усього військового майна просто кинули напризволяще на французькому березі.
У грудні 1940 для підрозділів командос, що діяли у Північній Африці та Близькому Сході спеціально розгортається так звана «Середньосхідна база командос», що відповідала за забезпечення, тренування та безперебійне постачання усіх підрозділів командос, що діяли на цьому театрі війни.
У лютому 1942 бригадир Чарльз Гайдон заснував подібну базу в Акнакарі у Шотландському високогір'ї. Керівником своєрідного центру підготовки командос став підполковник Чарльз Воган, який ніс персональну відповідальність за розгортання навчального процесу підготовки професіоналів командос, як індивідуального, так й у складі підрозділів.
Програма бойової підготовки командос на той час була вельми революційною й інноваційною, й за багатьма параметрами переважала систему підготовки, що існувала в регулярних частинах британських військ. Набір добровольців на посади керівників та інструкторів центру підготовки здійснювався особисто командиром, головним критерієм була спроможність як у фізичному, так й у моральному плані перевищувати тих, хто прибував на навчання та підготовку. Заняття зі знов прибулими розпочиналися негайно після їхнього прибуття до центру. Волонтери, ледве висадившися з вагонів потягу на станції Спін Брідж мусили здійснити у повному оснащенні та зі штатною зброєю марш-кидок на 8 миль (13 км). На місці їх зустрічав особисто командир центру підполковник Ч.Воган, який відбирав тих, котрі спромоглися дістатися визначеного пункту збору та бути в боєздатній формі. Решта поверталася до своїх частин.

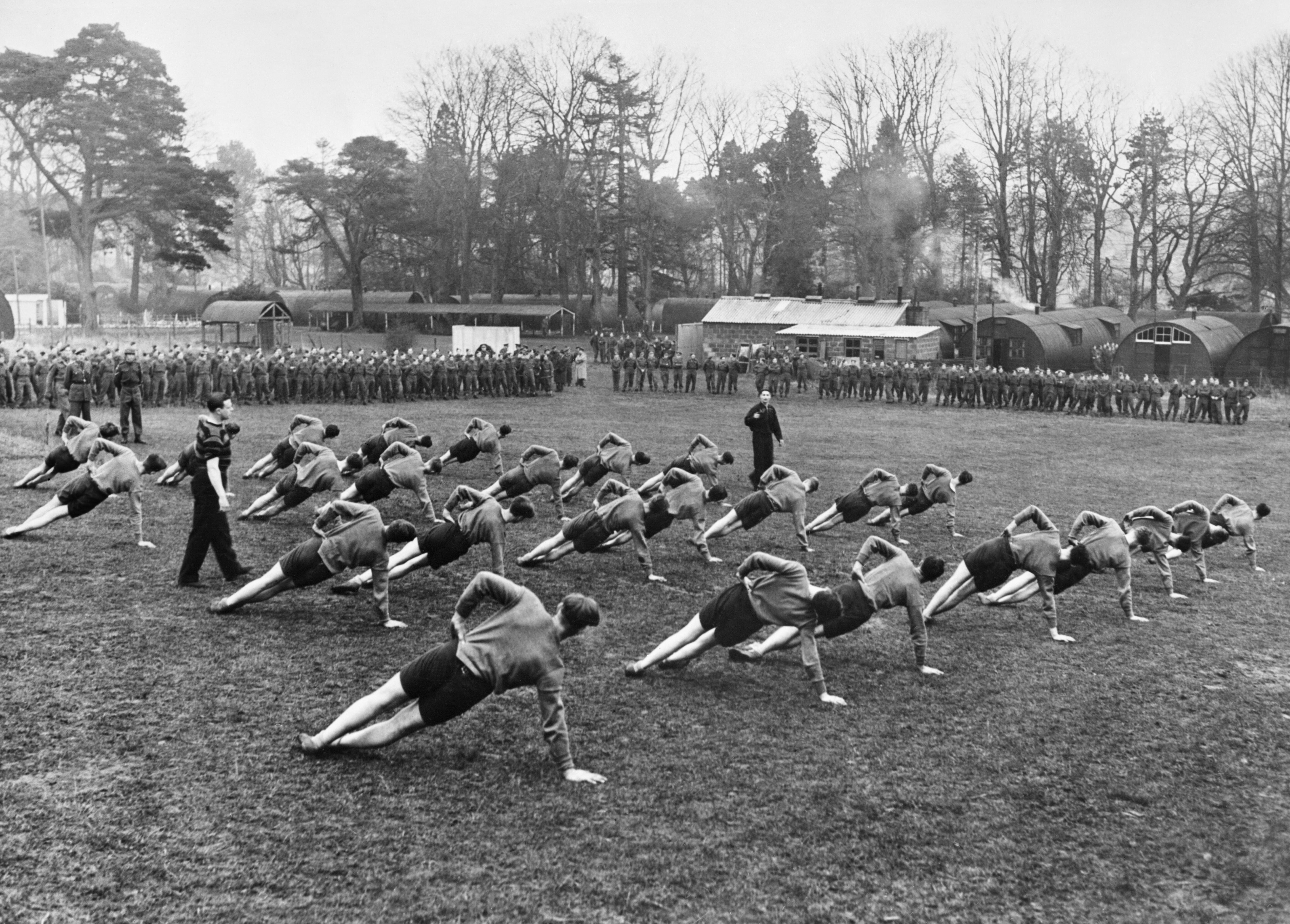
4-та бельгійська бойова група No. 10 (іноземні добровольці) під час проведення занять з фізичної підготовки. Навчальний центр. 1945

Усі заходи підготовки провадилися із застосуванням бойових набоїв, снарядів та вибухівки, що максимально наближало реалістичність тренувань до справжнього бою. Акцент підготовки робився на фізичній підготовці добровольців, постійно проводилися кроси на пересічній місцевості на схилах шотландських гір, поступово збільшуючи швидкість та витривалість вояків у бігу. Серед командос заохочувалося проведення спарингів з боксу. Марші озброєних курсантів у повному екіпіруванні виконувалися з одночасним проходженням так званих «штурмових смуг», коли командос мали атакувати та знищувати об'єкти на гірських схилах навколо озера Лох-Аркейг.
За програмою підготовки заняття проводилися вдень та вночі, з доланням водних перешкод, оволодіння прийомами альпінізму, поводження зі зразками різнорідної зброї та озброєння, як британськими, так й трофейними, рукопашного бою, військової топографії, користування малими десантними засобами при проведенні тренувальних штурмів тощо.
Умови проживання максимально спрощувалися: бійці жили або під тентами або у збірних блоках, так званих домах Ніссена. Приготуванням їжі вони займалися власноруч.
Водночас, попри найпримітивнішим умовам та виснажливій і жорсткій системі підготовки й відбору, у центрі царювала сталева військова дисципліна. Вимоги до зовнішнього вигляду курсантів були суворі, форма завжди мала бути охайною, взуття та металеві прикраси сяяти на шикуванні. Питання військового вітання між офіцерами та іншими військовиками були обов'язковими та невід'ємними атрибутами навчання.
Завершальним етапом підготовки добровольців було масштабне нічне навчання у складі підрозділів з висадки на плацдарм із застосуванням бойових набоїв.
Ще один тренувально-навчальний центр для командос існував у селищі Бреймар в Абердинширі. Цей центр призначався для підготовки у гірських та снігових умовах північних регіонів Європи. Керівниками навчального закладу були легендарні альпіністи — командир сквадрон-лідер Френк Сміт та головний інструктор майор Джон Хант. До програми підготовки командос входили курси з практичного засвоєння правил подолання гірських висот різного ступеня складності, управління невеликими човнами та каное на гірських річках. У цілому програма передбачала усі складові життя, виживання та ведення бойових дій в пішому порядку та на лижах у суворих арктичних умовах.
З 1943 року у системі підготовки усіх командос сталися кардинальні зміни. Якщо до цього моменту, бійців готували для дій у ролі легкої штурмової піхоти призначеної для захоплення плацдармів та їх утримання до підходу головних сил, то зараз акцент робився на здібності загонів командос діяти, як рейдові загони. Велика увага приділялася підготовки їх як фахівців авіанаведення та коректування вогню наземної та корабельної артилерії. Збільшилася кількість тренувань, коли групи та навіть загони діяли у взаємодії, спільне угруповання іноді об'єднувалося до розмірів бригади.
Протягом Другої світової війни 25 000 британських, а також бельгійських, французьких, голландських, норвезьких, польських командос пройшли курси підготовки в Акнакарі, а також рейнджерів армії США, організація та система підготовки яких була реплікою британської системи.

Головний убір Тем-о-шентер

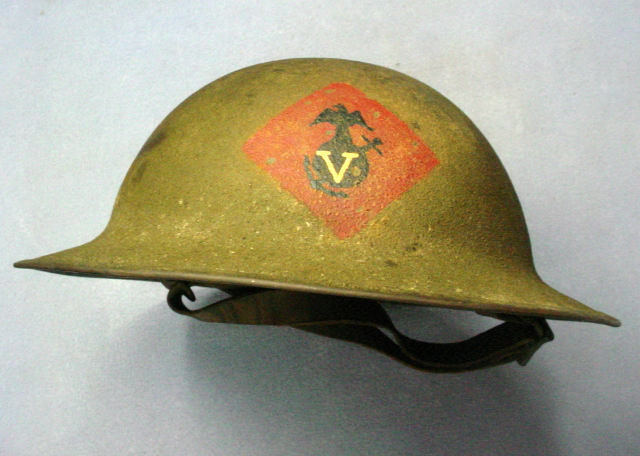
Типовий сталевий шолом M1917

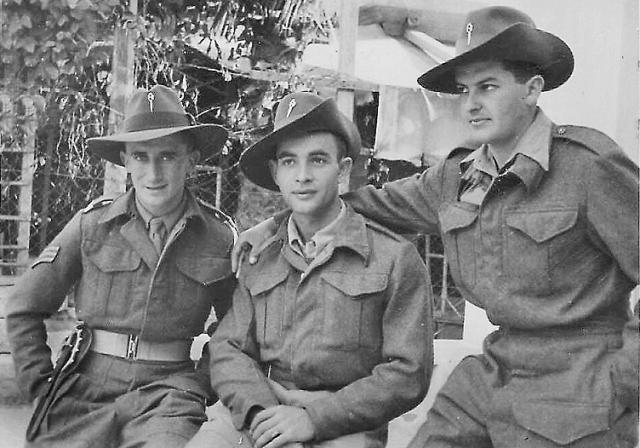
Вояки No. 51 у широкополих капелюхах, так званих «бушхетах»

## Озброєння та оснащення
На початковій фазі формування підрозділів спеціального призначення, вони не мали якої-небудь спеціалізованої зброї та озброєння. Виходячи з призначення та завдань, що покладалися на них, командос не мали на озброєнні навіть звичайної важкої піхотної зброї, як у піхотному батальйоні й озброювалися тільки легкою вогнепальною зброєю. Основною індивідуальною зброєю була армійська магазинна гвинтівка «Lee-Enfield», секція вогневої підтримки мала ручний кулемет Брена. Дехто з бійців мав пістолет-кулемет Томпсона, але згодом командос переозброїлися на дешевші та більш легкі «Стени». Укомплектованість відділення командос автоматичною зброєю практично не відрізнялася від звичайного піхотного відділення. Кожний воїн озброювався персональною зброєю, якою спочатку були револьвери Webley, а пізніше Кольт 45-го калібру, що мав такі ж самі набої, що й пістолет-кулемет Томпсона.

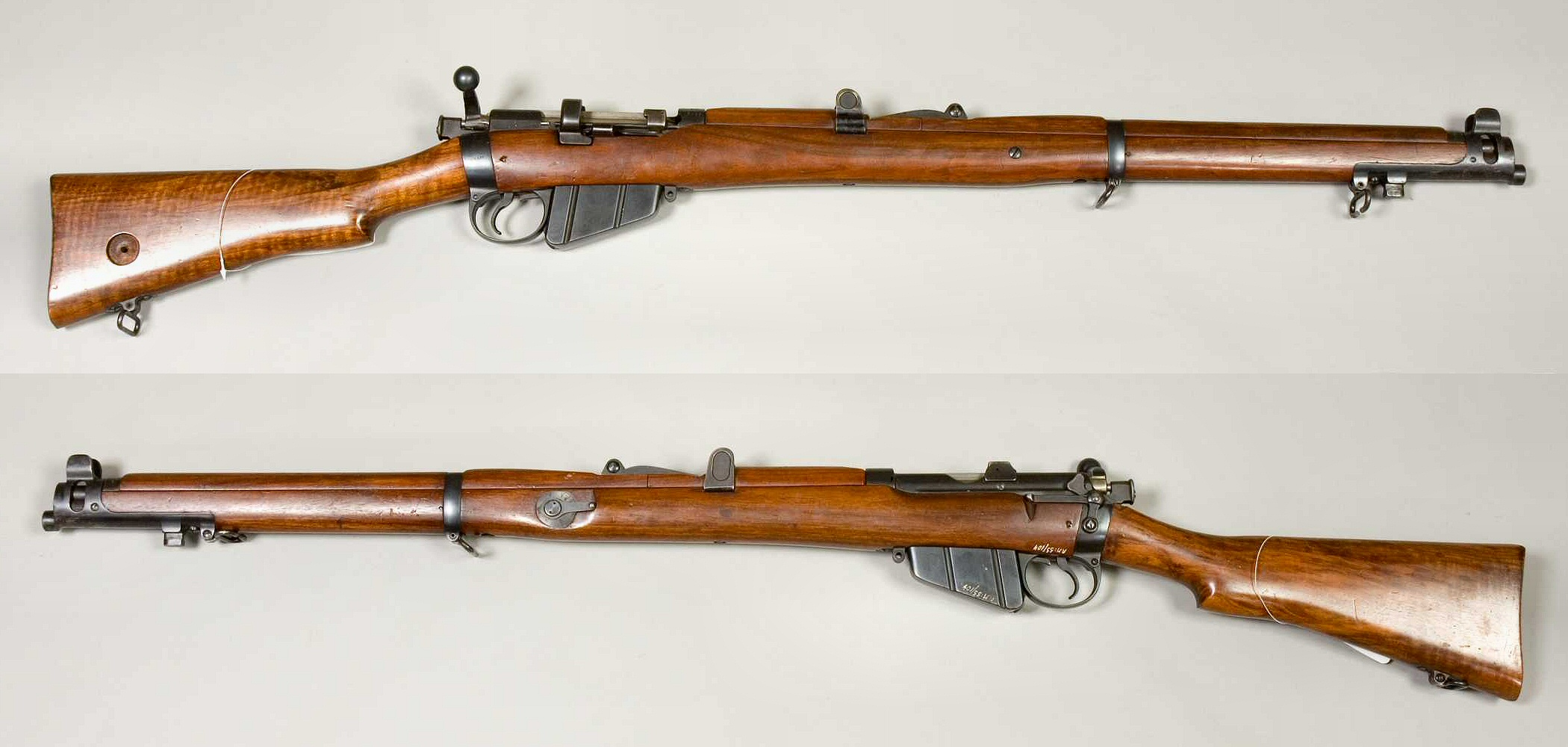
Армійська магазинна гвинтівка Лі-Енфілд

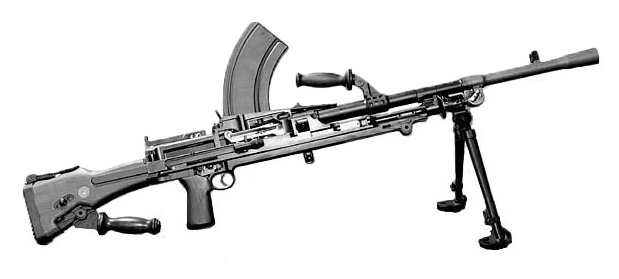
Ручний кулемет Брена

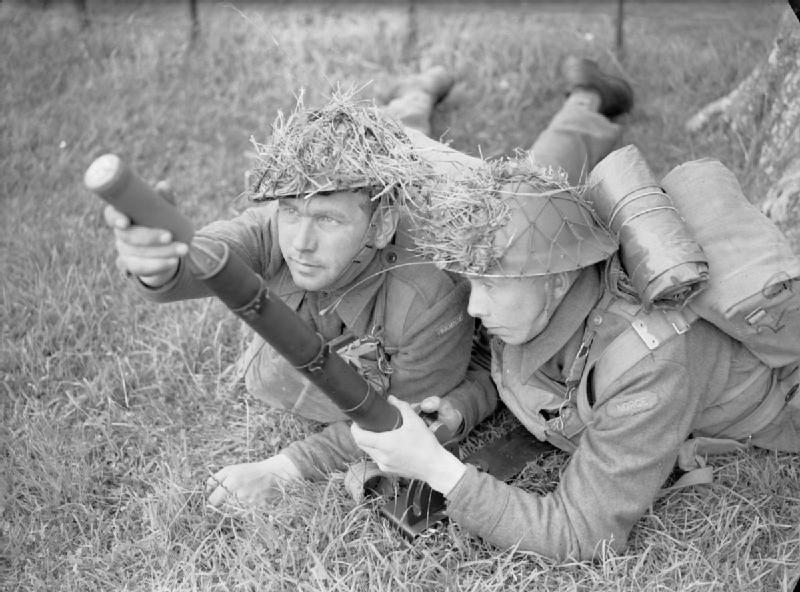
2-дюймовий ротний міномет Ordnance SBML 2

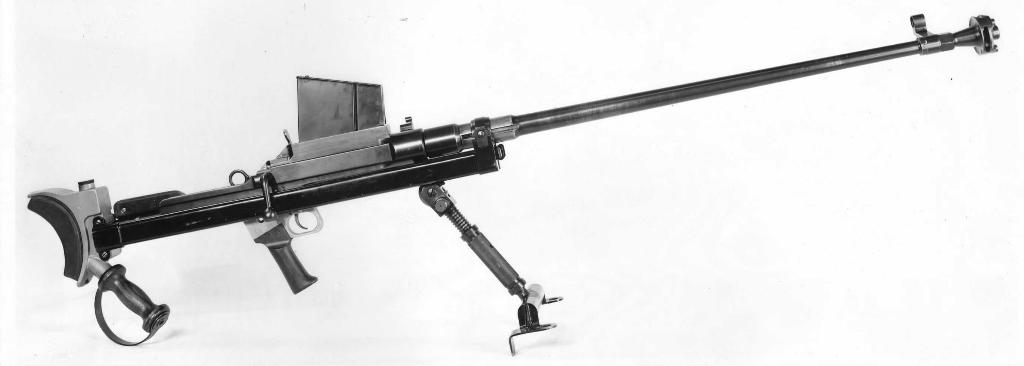
14,3-мм протитанкова рушниця «Бойз»

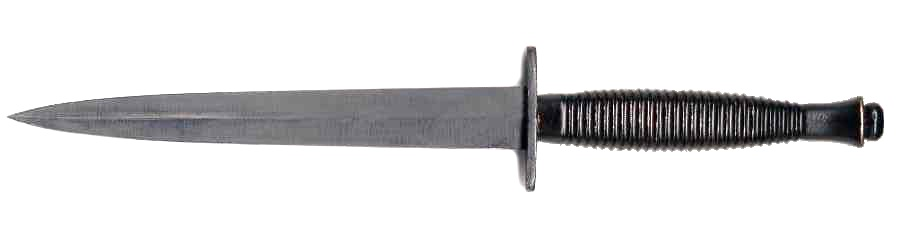
Бойовий кинджал Фейрберна-Сайкса — основна холодна зброя командос

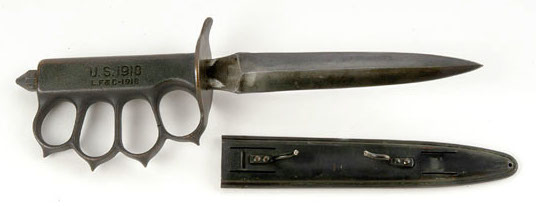
Бойовий ніж Mark I

У 1943 році на озброєння підрозділів командос надійшла спеціальна версія гвинтівки Лі-Енфілд — карабін De Lisle, розроблений для потайливого знищення ворожих чатових та патрульних при проведенні рейдових операцій. Ця гвинтівка мала посилений глушник і стріляла звичайними набоями .45 ACP. Гвинтівка застосовувалася під час деяких операцій, але у зв'язку зі зміною концепції застосування формувань командос від масштабної закупівлі цієї безшумної зброї довелося відмовитися. Також з 1942 року командос використовував надтихий безшумний пістолет Welrod.
До відносно важкої зброї, що застосовувалася бойовими групами командос на полі бою відносилися 14,3-мм протитанкова рушниця «Бойз» та 2-дюймовий ротний міномет Ordnance SBML 2 для ведення неприцільного вогню з закритих позицій. З 1943 командос замість рушниць «Бойз» почали оснащуватися протитанковим гранатометами PIAT. Надалі, з переформуванням загонів та утворенням груп вогневої підтримки командос отримали на озброєнні 3-дюймовий міномет Ordnance ML 3 та важкі кулемети «Віккерс». До речі, оснащення бойових груп такими кулеметами значно відрізняло їх від піхотних дивізій Британської армії, де кулемети «Віккерса» перебували лише в штаті кулеметних батальйонів дивізії.
З холодної зброї спеціально для вояків командос був розроблений бойовий кинджал Фейрберна-Сайкса, який надійшов на озброєння підрозділів для нападу та активного захисту в рукопашному бою, хоча британці продовжували використовувати при висадках на берег різноманіття зразків колючої та рублячої зброї на власний розсуд.
Перші часи форма одягу військовослужбовців командос не відрізнялася від решти частин британської армії й добровольці, що проходили підготовку, носили свої попередні полкові знаки розрізнення та головні убори. Незабаром, 2-й загін командос змінив усі головні убори для усього особового складу підрозділу на зразки шотландських беретів, а 11-й (Шотландський) загін почав носити тем-о-шентер з чорним плюмажем. Водночас, частиною форменого одягу для командос, що діяли в Африці та на Близькому Сході став широкополий капелюх, так званий «бушхет». Кокардою на бушхет було стилізоване зображення кастету, що разом з бойовим ножем Mark I були на озброєнні бойових груп.
У 1942 основним варіантом головного убору для військ спеціального призначення був обраний зелений берет. Знаком розрізнення для усіх командос стала емблема штабу об'єднаних операцій — нашивка чорного кольору із зображенням адміралтейського якоря з пістолетом-кулеметом Томпсона у середині та орлом, що ширяє на вершині.
Через специфіку свого бойового призначення при проведенні рейдів, командос не мали при собі багатьох предметів спорядження чи екіпіровки, як-то сталевого шолому M1917, протигазу та великих піхотних ранців. Їхня форма була максимально полегшена, шолом замінювала в'язана шерстяна шапочка, замість важких чоботів вони носили легкі гумові черевики, що дозволяли майже безшумно пересуватися при виконанні завдань. Кожний офіцер, сержант та солдат носив з собою мотузку, в разі необхідності декілька штук зв'язували та використовували для подолання перешкод чи лазіння у горах. При веденні бойових дій на човнах, кожний військовослужбовець забезпечувався рятувальним жилетом.
Водночас, командос стали першими, хто адаптував для своїх потреб рюкзак «Бергена», куди укладалися значні запаси боєприпасів, вибухівки та інші необхідні предмети.
Пізніше для носіння поверх бойової форми з часом почали носити бойову сорочку та камуфльований комбінезон Денісона, що перебував на постачанні парашутних підрозділів Британії.

## Операції
Перша військова операція під кодовою назвою операція «Коллар», що була проведена 24 червня 1940 року, по суті не була операцією командос, які тільки перебували у стадії становлення. Для її проведення залучили 11-ту особливу окрему роту, яка здійснила рейд на французьке узбережжя в районі Па-де-Кале. 115 командос, поділені на 4 штурмові групи, під загальним керівництвом майора Ронні Тода, здійснили розвідувальний рейд з моря з метою виявлення позицій німецьких військ на французькому узбережжі на південь від на німецькі об'єкти в Булонь-сюр-Мер і Ле-Туке-Парі-Плаж. Операція мала незначний ефект й ще менший результат, було вбито 2 німецьких солдати, британці мали одного пораненого — підполковника Дадлі Кларка, що діяв з командос, як спостерігач від вищого штабу.
Наступний рейд був проведений вже в ніч з 14 на 15 липня 1940 — операція «Амбасадор». Бойова група «H» No. 3 Commando (40 чоловік) та 11-та окрема рота (100 чоловік) під командуванням майора Тода здійснила висадку на узбережжя окупованого британського острову Гернсі. Внаслідок помилки, висадка на берег виявилася у хибному місці — рівень води з головою покривав британців. До того ж, розвідка помилилася з розвідувальними даними про об'єкт — за попередньою інформацією рейдовий загін мав знищити казарми з німецькими військами, але насправді бараки були порожні. У сутичці з німцями командос втратили одного військового загиблим, ще 3 чоловіка потрапили у полон. Операція завершилася повним крахом.
Однак, попри явному провалу, британське керівництво продовжувало докладати зусиль щодо подальшого розвитку та удосконалення цього роду військ. Масштаб проведення рейдових операцій британських командос залежав від оперативної або тактичної значущості об'єктів та системи їх охорони. Найменша за розмахом операція була проведена двома військовими зі складу No. 6 Commando у ході операції J V. Найбільшою стала операція «Ювілей», до неї залучалося 10 500 військовиків. Як правило тривалість рейдового нальоту обмежувалася однією ніччю, разом з цим, операція «Гонтлет», наприклад, тривала декілька днів. Загалом у період з 1940 до 1944 років британські командос здійснили 57 рейдових операцій на узбережжя північно-західної Європи. З них 36 провадилися на території окупованої Франції, 12 — на узбережжя Норвегії, 7 — на Нормандські острови, та по однієї на об'єкти, розташовані у Бельгії та Нідерландах.
Відповідно до задачі, розмаху, важливості об'єкту та інших факторів залежав успіх проведення спеціальної операції. Найуспішнішою вважається операція «Колісниця» — під такою кодовою назвою британці здійснили зухвалий наліт на морський порт Сен-Назер на території окупованої німцями Франції, з метою виведення з ладу найпотужнішого морського сухого доку. Сумісна операція британських командос за підтримки Королівських ВМС, проведена 28 березня 1942, призвела до зруйнування єдиного на Атлантичному узбережжі сухого доку, придатного для прийому та ремонту великих бойових кораблів типу лінкор «Тірпіц».
Однак, поруч з успішними нападами історія британських командос нараховує й провальні операції, серед яких лічаться операції «Акватинта» та «Мушкетон», які закінчилися крахом; особовий склад був або знищений або потрапив до німецького полону.
Активна діяльність командос закінчилася у середині 1944 року, коли союзні війська успішно висадилися в Нормандії та просувалися вглиб території Франції. Генерал-майор Роберт Лейкок, що був командиром усіх військ командос, порадив припинити практику застосування цього роду військ через недоцільність та неефективність в умовах присутності на континенті регулярних військ антигітлеровської коаліції.

Рейд на Лофотенські острови. Операція «Клеймор». 4 березня 1941

### Норвегія
Перший рейд британського спеціального підрозділу на територію окупованої німецьким Вермахтом Норвегії був проведений 4 березня 1941 групами від загонів No. 3 та No. 4. Операція «Клеймор» була першою масштабною рейдовою операцією на значний відстані від Британських островів із залученням компоненту від Королівського ВМФ. Командос, у кількості більше за 500 чоловік діючи спільно з норвезькими військовиками, успішно висадилися на практично беззахисні Лофотенські острови, де знищили або вивели з ладу значні промислові потужності з вироблення рибної олії, парафіну, паливо-мастильних матеріалів, потопили 11 німецьких суден загальною водотоннажністю 18 000 тонн. У полон було взято 228 німецьких військових та цивільних фахівців. Але найзначнішим досягненням було захоплення німецької шифрувальної машини Енігма з кодами.

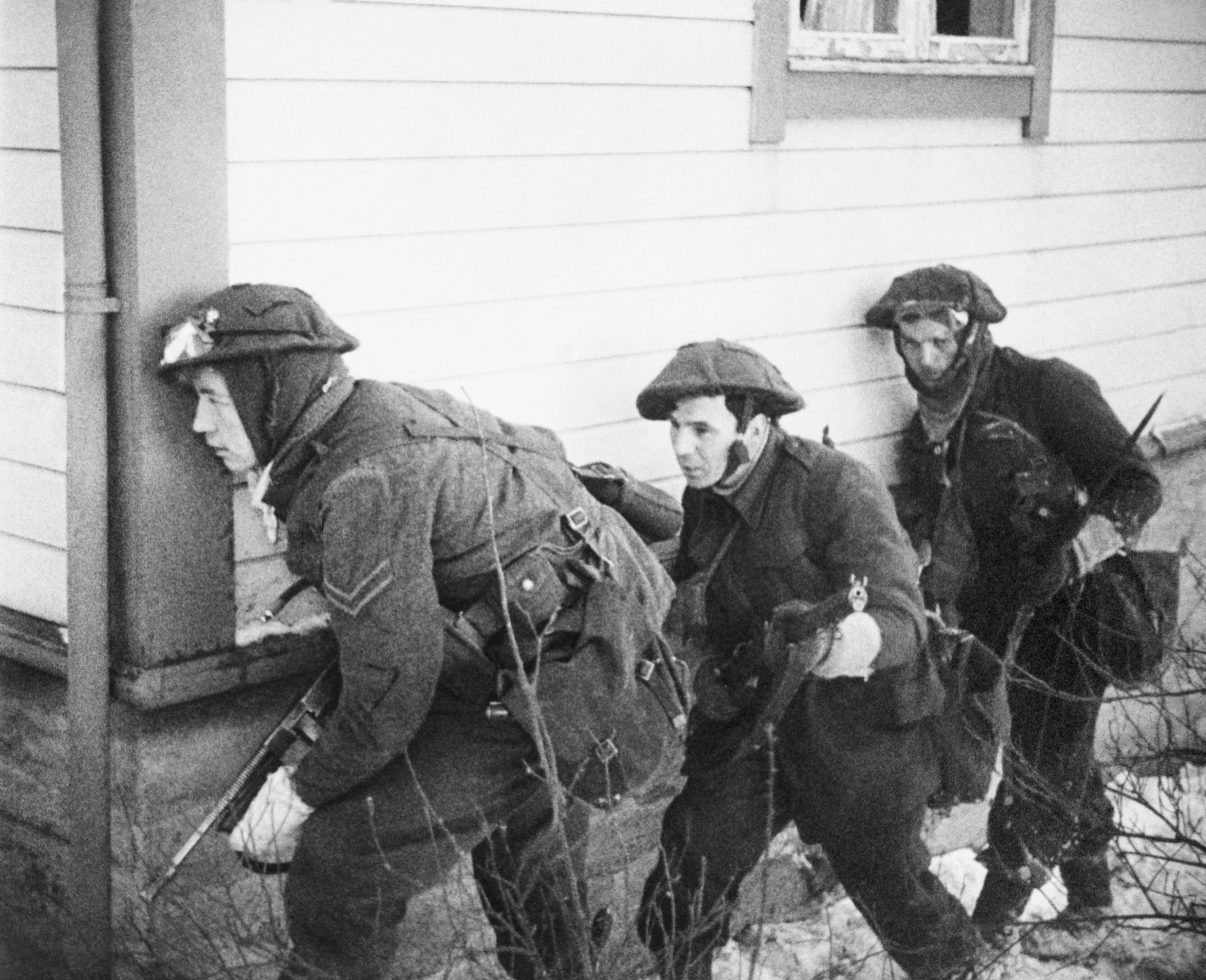
Штурмова група британських командос у норвезькому містечку. Операція «Арчері». 27 грудня 1941

У грудні 1941 британці здійснили ще два рейди. 26 грудня був проведений перший з них, під кодовою назвою операція «Анкліт» — рейд No. 12 Commando на Лофотенські острови за підтримки 22 кораблів та суден трьох флотів. У той час німецькі військовики переважно святкували наступне свято після Різдва — День подарунків. Протягом двох діб оперативна група флоту та командос утримували низку важливих об'єктів на островах, зокрема вивели з ладу 2 ворожі радіостанції та потопили декілька суден.

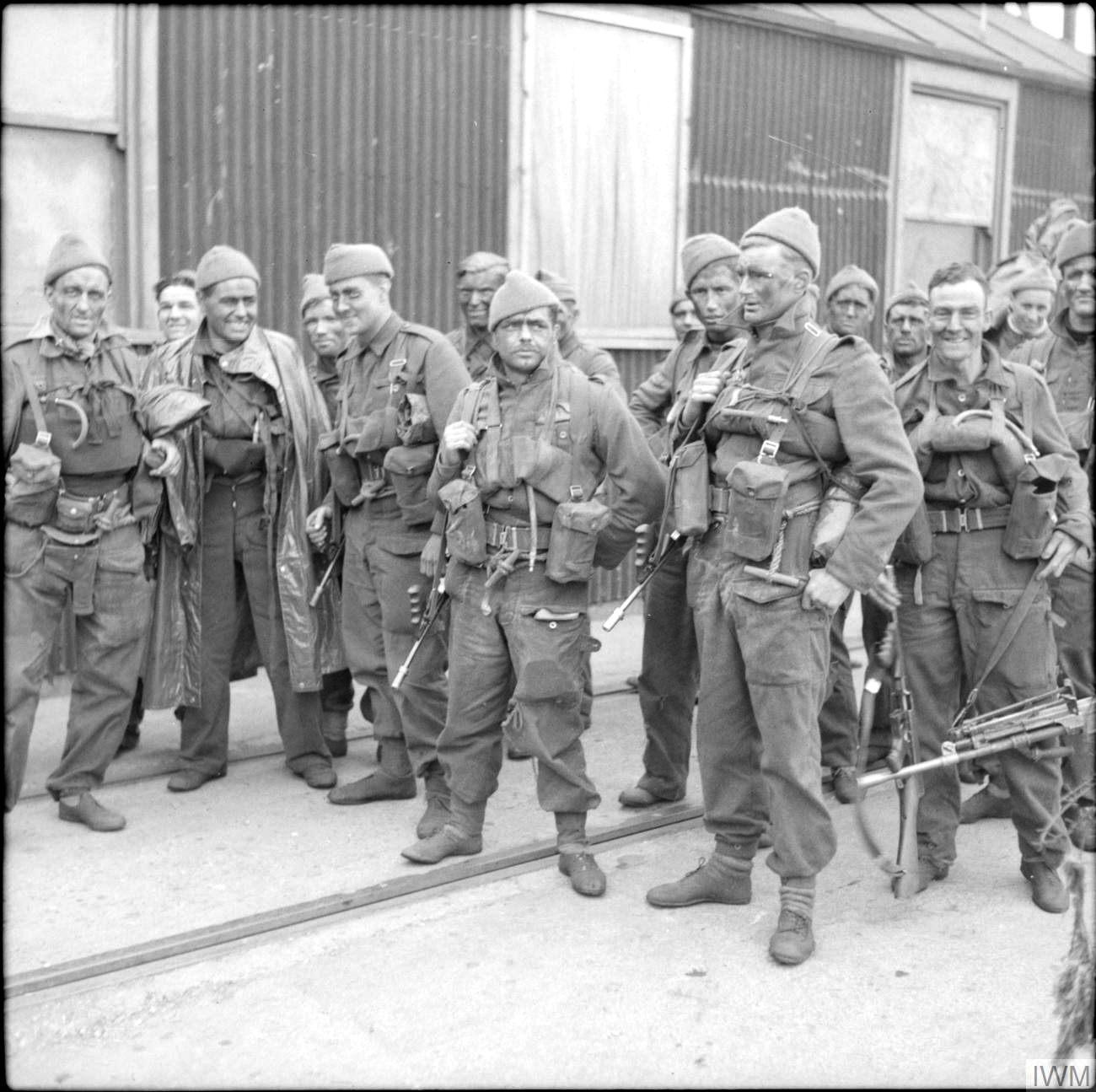
Загін No. 4 командос під час рейду на Сен-Назер. 28 березня 1942

27 грудня значна більша за розміром рейдова група командос атакувала острів Вогсей у Согн-ог-Ф'юране. Зведений загін з No. 2, 3, 4 та 6 підрозділів за підтримки авіації та флотилії завдав удару по тамтешньому німецькому гарнізонові, промислових об'єктах, складах та сховищах. Вояки затопили 8 німецьких кораблів. Через успішне проведення цієї операції Гітлер наказав значно посилити угруповання Вермахту в Норвегії, й ОКВ надіслав додатково ще 30 000 військ для формувань берегової оборони та гарнізонів окупованих міст. До того ж, у Норвегію були перекинуті значні сили Крігсмаріне, зокрема декілька великих бойових кораблів.
З 11 по 21 вересня 1942 рейдова група No. 2 Commando провела операцію «Мушкетон», атака на Гломфіордську гідроелектричну електростанцію у середній Норвегії. Висадка десанту здійснювалася з підводного човна. Раптовою та стрімкою атакою командос знищили більшість об'єктів інфраструктури станції, через що алюмінієвий завод, що живився від цієї станції, був зупинений й до кінця війни у стрій не увійшов.
При проведенні операції один командос загинув, ще сім були захоплені у полон. Нетривалий час їх утримували в німецькому замку Колдіц, звідки перевели до концтабору у Заксенгаузені. Незабаром у відповідності до таємного наказу Гітлера, так званого нім. Kommandobefehl, про страту усіх захоплених у полон десантників та командос, 7 учасників операції були розстріляні 23 жовтня 1942.

Лорд Ловат ставить бойове завдання підлеглому загону No. 4 командос перед початком рейдової операції на Нефшатель-Ардело. Операція «Аберкромбі». 21 квітня 1942

Ще три члена штурмової групи спромоглися відірватися від погоні та дістатися Швеції, через яку незабаром вони досягли Британії й повернулися до строю свого підрозділу.
У 1943 році військовики норвезької групи командос із загону No. 10, а також групи загонів No. 12 та No. 14 у взаємодії з флотом здійснювали патрулювання у прибережній зоні Норвегії. При нападах на німецькі судна та кораблі ці підрозділи діяли на швидкісних торпедних катерах типу MTB, а при стоянці кораблів на якорі здійснювали охорону навколо них у норвезьких фіордах.
У квітні 1943 7 членів No. 14 арктичного загону взяли участь у рейдових діях під кодовою назвою операція «Чекмейт». використовуючи магнітні міні командос потопили декілька німецьких кораблів, однак, були захоплені у полон, переправлені до концтаборів Заксенгаузен і Берген-Бельзен, де на них чекала страта.
Завзятість при проведенні рейдових та диверсійних операцій британськими командос змусила німецьке командування значно посилити склад окупаційних військ та тримати протягом усіх воєнних дій великі гарнізони по всій Норвегії. На 1944 рік, попри колосальній нестачі особового складу для ведення війни на Східному та Західному фронті, німці утримували в країні близько 370 000 військовиків різних родів та видів військ.

### Нормандські острови
На єдину територію, що належала британській короні та була окупована німцями — Нормандські острови — британські командос здійснили протягом війни 7 рейдів. Першою була операція «Амбасадор», що провадилася вночі 14 липня 1940 року силами 140 військових No. 3 Commando та 11-ї окремої спеціальної роти. Масштаб решти рейдових операцій був значно менший: у вересні 1942 силами 12 чоловік No. 62 Commando проводилася операція «Дріад», унаслідок її проведення були захоплені сім німецьких солдатів та шифрувальні книжки. Через день була проведена розвідувальна операція — «Бренфорд», метою якої було виявлення вогневих позицій німців на окупованому острові Олдерні. У жовтні 1942 12 командос No. 12 та 62 загонів провели операцію «Базальт» з висадкою на острів Сарк, рейд, унаслідок якого було знищено 4 німецьких солдатів та один захоплений у полон.
Решта рейдових та диверсійних операцій на острови були найменш удалі. У січні 1943 року проведена операція «Гакабук» — рейд, котрий проводився на острів Герм, закінчився провалом. Після трьох невдалих спроб забратися на вершину прибережної скелі, командос на превелику силу нарешті дісталися поверхні, й були вкрай здивовані — на острові не було жодних ознак не тільки німецьких окупантів, а й місцевого населення.
Наступною була операція «Гардтак 7», спроба висадитися у наступну після Різдвяної ночі зведеному підрозділу з французької групи No. 8 та груп загонів No. 10 та No. 12 на острів Сарк з метою розвідки та захоплення язика. Перша спроба закінчилася безрезультатно. Командос не змогли подолати прибережну зону кліфів й змушені були повернутися на базу. Наступної ночі вони спробували ще раз здійснити висадку, але знову марно.

Висадка рейдових груп командос на острів Сицилія під прикриттям вогню есмінця «Теткотт». Операція «Хаскі». 10 липня 1943

Наступною була операція «Гардтак 28», спроба висадитися в ніч з 25 на 26 грудня 1943 року зведеному підрозділу командос на острів Джерсі. Рейд закінчився провалом, коли дозорна група загону наштрикнулась на мінне поле; два бійця загинуло на місці, ще один був поранений. Німецький гарнізон, збуджений вибухом, поринув на свої позиції, тому операцію довелося негайно згорнути й залишити острів.

### Північна Африка, Близький Схід та Середземномор'я
Після створення компонента британських командос для дій на цьому театрі війни, командос Середнього Сходу та «Лейфорс» вони в основному виконували завдання психологічного тиску на противника на Середземномор'ї. На той час британська армія мала значну перевагу над ворогом й переможно вела бойові дії, раз за разом перемагаючи італійські війська в Єгипті та Лівії. Виходячи з такого стану справ, британське керівництво навіть вважало, що знов створені командос зможуть повільно захопити ключовий італійський острів на Додеканесах — Родос.

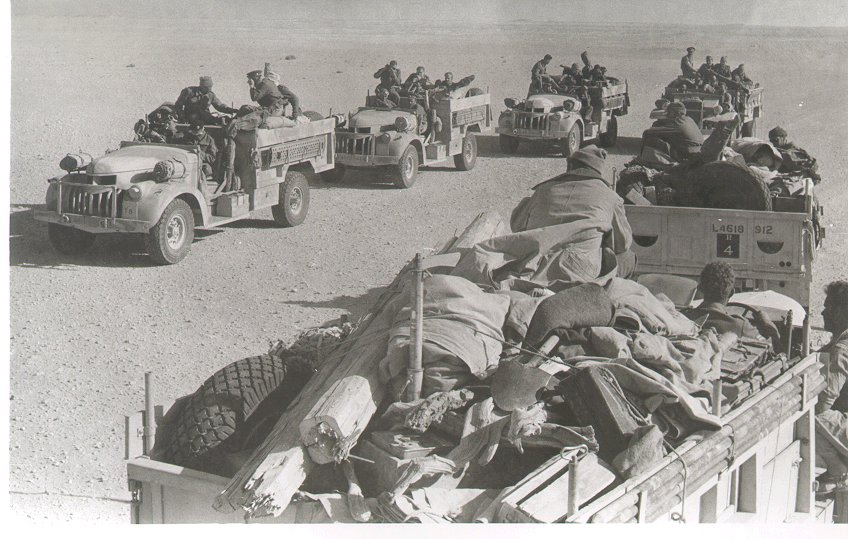
Дві групи пустельної глибинної розвідки «Y» та «R» британських командос на автомобілях «Chevrolet», в точці рандеву в пустелі поблизу Тобрука. 1942

Однак, ситуація кардинально змінилася, коли на узбережжя Киренаїки прибув Африканський корпус генерала Е.Роммеля, а німецький Вермахт вщент розгромив югославську, а згодом грецьку та британську армії в Балканській кампанії. Й на час зосередження «Лейфорс» в Єгипті у березні 1941, положення союзників перейшло в стадію критичної, квапливо проводилася військова операція з перекидання британського експедиційних сил на Балканський півострів. Тому висадка командос на італійський архіпелаг не мала вже той доцільності та стратегічного значення, як раніше. Більш того, спецпідрозділ мав опиниться наодинці без можливості прибуття резервів чи посилення через складну ситуацію на театрі дій.
У травні 1941 року стан справ в акваторії східного Середземномор'я став ще гірший, і спецпідрозділ генерал-майора Р.Лейкока був кинутий на посилення на грецький Крит. Буквально відразу, керівництво зрозуміло, що легкоозброєні командос не в змозі ефективно сприяти контрнаступу британських військ, й тому їх перенацілили на прикриття союзних частин, що відступали на південь до морських портів. Не маючи ані мінометів, ані артилерії, ані іншої важкої зброї, командос мужньо билися в ар'єргарді своїх військ, але вони не могли дієво протистояти противникові. До 31 травня 1941 евакуація британських, австралійських, новозеландських та грецьких компонентів з острову була практично завершена. Основна частина підрозділів командос, в умовах браку найнеобхіднішого, навіть води, відступила до Сфакії. Врешті-решт, усі вони опинилися в німецькому полоні. Близько 600 з 800 командос «Лейфорс», що висадилися на острів, або загинули, зникли безвісти чи стали військовополоненими. Тільки 179 бійців спромоглися вибратися із захопленого Криту.
У квітні 1941 року No. 7 Commando провів рейд на Бардію, але через значні втрати на Криті командос «Лейфорс» зазнавала серйозних проблем через недоукомплектованість особовим складом. Поповнення не надходила, але найгіршим було те, що в переважній більшості британський генералітет не до кінця розумів концептуальні основи застосування цього унікального роду військ й зазвичай використовував їх, як звичайну легку піхоту. Тому, незабаром було ухвалене рішення розпустити «Лейфорс».
У листопаді 1942 року, в контексті підготовки до вторгнення союзних військ до Північної Африки, у складі угруповання сформований об'єднаний підрозділ з військовиків No. 1 і No. 6 Commando. Однак, з огляду на непрості стосунки між британськими та французькими вояками через події 1940 року, зокрема через напад на Мерс-ель-Кебір, навіть відкриту ворожнечу, командування британського компоненту ухвалило рішення переодягнути своїх командос в американську військову форму та озброїти американською зброєю. Підрозділ спеціального призначення взяв найактивнішу участь в операціях на півночі Африки, під час Туніської кампанії у лютому-березні 1943 вони билися в боях за Седжінан. Обидва підрозділи командос перебували на театрі дій до квітня 1943, доки не було віддано наказ на виведення їх з боїв та згодом розформувати.
У травні 1943 року бригада спеціальної служби, що складалася із загонів No. 2, No. 3, No. 40 і No. 41 прибула на північ Африки для підготовки до висадки союзників на Сицилію. Серед цього угруповання командос, два загони морської піхоти вперше брали участь у бойових діях, і сміливо билися, як авангард сил вторгнення при висадці на узбережжя італійського острову. У листопаді 1943 року 2-га бригада спеціальної служби, що проявила себе на Італійському фронті, була посилена групами бельгійських та польських спецназівців зі складу No. 10 Commando. Особливо відзначилися у боях в Італії польські вояки, що проявили відвагу та мужність у низці сутичок з німецькими військами.
2 квітня 1945 2-га бригада командос взяла участь в операції «Роаст» в бухті Комаккьо на північному сході Італії. З початком масштабного наступу союзних військ на півночі країни, командос вели затяті бої з противником, примушуючи його відступити за річку По й своїми діями забезпечуючи фланг 8-ї британської армії. За проявлений героїзм та мужність два командос майор Андерс Лассен (Спеціальна повітряна служба) та капрал Томас Пек Хантер (No. 43 морської піхоти) були посмертно удостоєні найвищої нагороди Британської імперії — Хреста Вікторії.

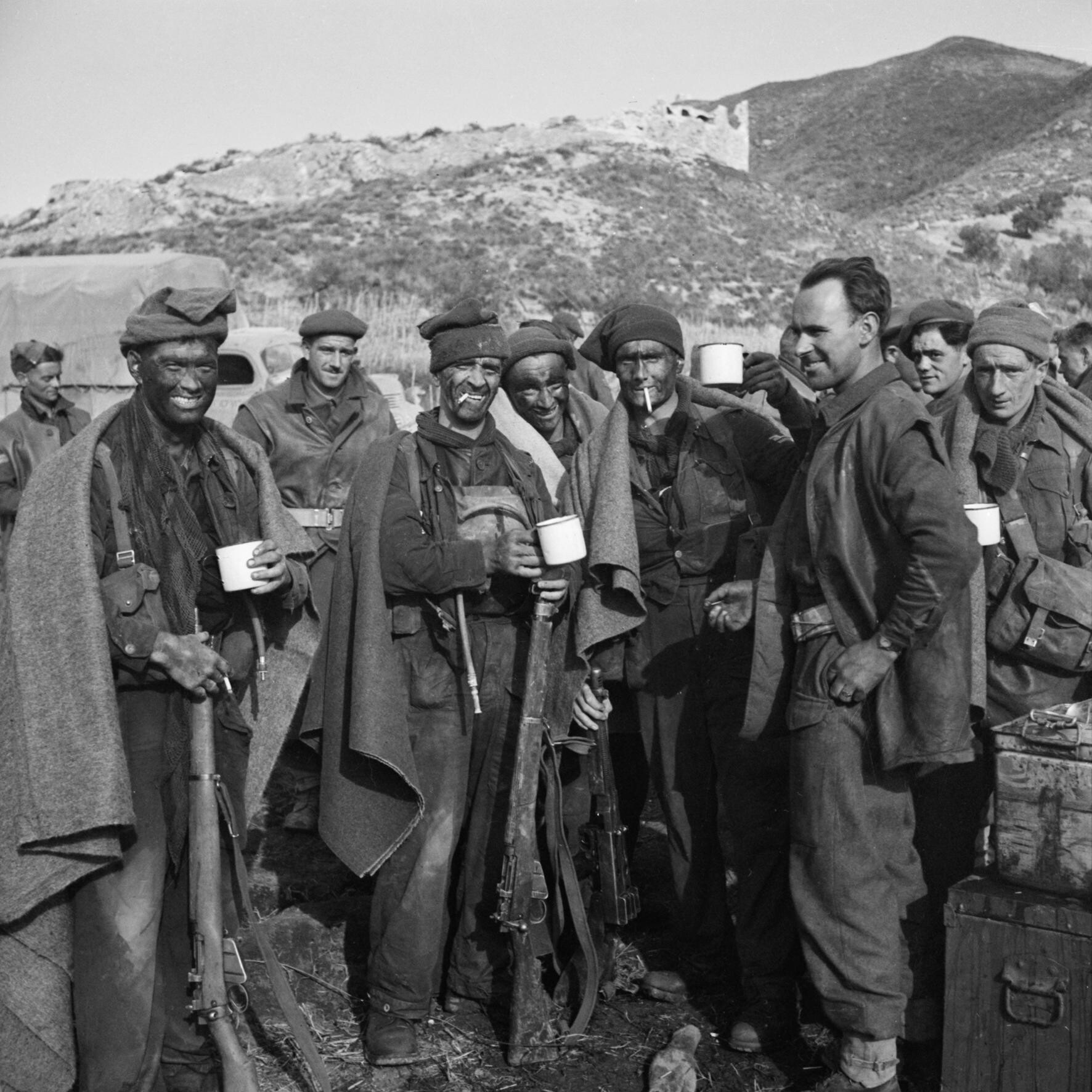
Командос зі складу загону No. 9 після повернення з операції «Партрідж». Район Гарільяно, Італія. 30 грудня 1943

### Франція
Головним напрямком рейдових дій британських командос протягом усієї війни залишалося морське узбережжя окупованої Франції. У цілому британці провели 36 операцій проти німецьких військ, у переважній більшості вони реалізовувалися силами невеличких груп по 10-25 чоловік. Разом з цим, декілька разів британське командування здійснювало масштабні рейди, коли до операції залучалися один чи декілька загонів командос. У березні 1942 No. 2 Commando за підтримки фахівців-підривників з інших формувань взяли участь в операції «Колісниця» — зухвалий рейд на морський порт Сен-Назер. Застарілий британський есмінець «Кемпбелтаун», начинений 4 тоннами вибухівки, рухаючись поздовж атлантичного узбережжя Франції, у супроводі 18 кораблів забезпечення та підтримки, приховано підійшов до морського порту Сен-Назер і далі з розгону врізався у ворота потужного Нормандського сухого доку. Вибуховий пристрій, встановлений на сповільнене підривання вибухнув через 8 годин, вщент зруйнувавши обладнання доку, вбивши 360 німецьких солдатів, й унеможливив його відновлення до кінця світової війни. У цій операції взяв участь 241 командос, 64 з них загинули в боях з противником чи зникли безвісти; ще 109 — потрапили у полон. Два командос, серед п'яти нагороджених за цей рейд, підполковник Огастес Чарльз Ньюмен та сержант Томас Дюрран, отримали вищу нагороду — Хрест Вікторії. Ще 80 командос були відзначені за сміливість та відвагу іншими нагородами.
19 серпня 1942 британці влаштували наступний великий рейд — цього разу на морський порт у Дьєпі. Основною ударною силою десантного угруповання була канадська 2-га піхотна дивізія, яку підтримували загони No. 3 та No. 4 Commando. Головним завдання 3-го загону була нейтралізація німецької берегової артилерійської батареї поблизу Берневаль-ле-Гран, яка становила серйозну загрозу морському десантові. Однак, під час висадки десантно-висадочні засоби зіткнулися з конвоєм, який супроводжували німецькі швидкісні торпедні катери типу S-Boot. Унаслідок раптової торпедної атаки німецькі торпедники потопили декілька десантних катерів та вивели з ладу канонерський човен типу SGB HMS «Грей Оул». Тільки жменя командос дісталися берегу, де на них чекав «гарячий» прийом сполошених німців, й лише 18 змогли прорватися до берегової батареї та вступити з нею в бій. Зв'язавши їх вогневою стріляниною, командос позбавили обслугу берегових гармат вести прицільний вогонь по десантних засобах, що наближалися до французького узбережжя.
Тим часом, друга група командос вступила у сутичку з артилерійською батареєю у Варанжвіль-сюр-Мер. Переважна більшість No. 4 Commando вдало виконала завдання та повернулася до бази. Капітан Патрік Портус був нагороджений за бойові заслуги у цьому рейді хрестом Вікторії.
Для забезпечення повномасштабного вторгнення на континентальну Європу до складу морського десанту було включене дві бригади спеціальної служби, які мусили діяти у складі передових сил вторгнення. 6 червня 1944 союзні війська після тривалої артилерійської та авіаційної підготовки висадилися на землю Франції. 1-ша бригада спеціальної служби діяла разом з 3-ю британською піхотною дивізію й висаджувалася на плацдарм «Сорд». Основним завдання командос було — у взаємодії з повітряним десантом 6-ї повітрянодесантної дивізії, що приземлився вночі поблизу зони висадки, придушити осередки опору Вермахту на північному фланзі плацдарму та захопити й утримати мости через річку Орн. Морський десант успішно дістався берегу, й командос не гаючи часу, відразу поринули у бій; швидко опанувавши невеличке прибережне місто Уїстреам, вони продовжили стрімке просування вперед до мостів, що знаходилися на відстані 16 км від міста. Прорвавшись до мосту «Пегас», бійці стали до бою з німецькими військами й утримували свої позиції, доки не надійшла команда відступити. Бригада вела бойові дії в Нормандії ще 10 тижнів; зазнавши втрату майже 1 000 своїх вояків, у тому числі власного командира бригадира лорда Ловата, котрий дістав важке поранення у бою за Бревіль.

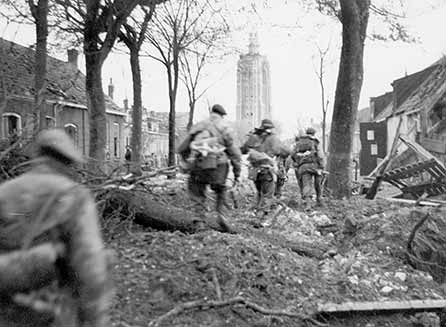
Штурмова група командос веде бій за голландське місто Весткапелле. Операція «Інфатюейт». 1 листопада 1944

4-та бригада спеціальної служби морської піхоти висаджувалася на іншому плацдармі. Її загін No. 48 Commando висадився на лівому фланзі плацдарму «Джуно» прямо перед німецькими позиціями берегової оборони біля Сент-Обен-сюр-Мер і у ході прориву рубежів втратив майже 40 % своїх солдатів. Другий підрозділ дивізії — загін No. 41 Commando — десантувався на правому крилі плацдарму «Сорд» й відразу атакував місто Ліон-сюр-Мер. No. 47 Commando висадився на плацдармі «Голд» поблизу містечка Анель. При наближенні до берега п'ять десантних суден затонуло, підірвавшись на мінно-вибухових загородженнях; втрати становили 76 чоловік з 420, що брали участь у вторгненні. Внаслідок зазнаних високих втрат при висадці, командос не змогли з ходу опанувати місто Пор-ан-Бессен, як це визначалося планом операції, бої за нього тривали ще добу.

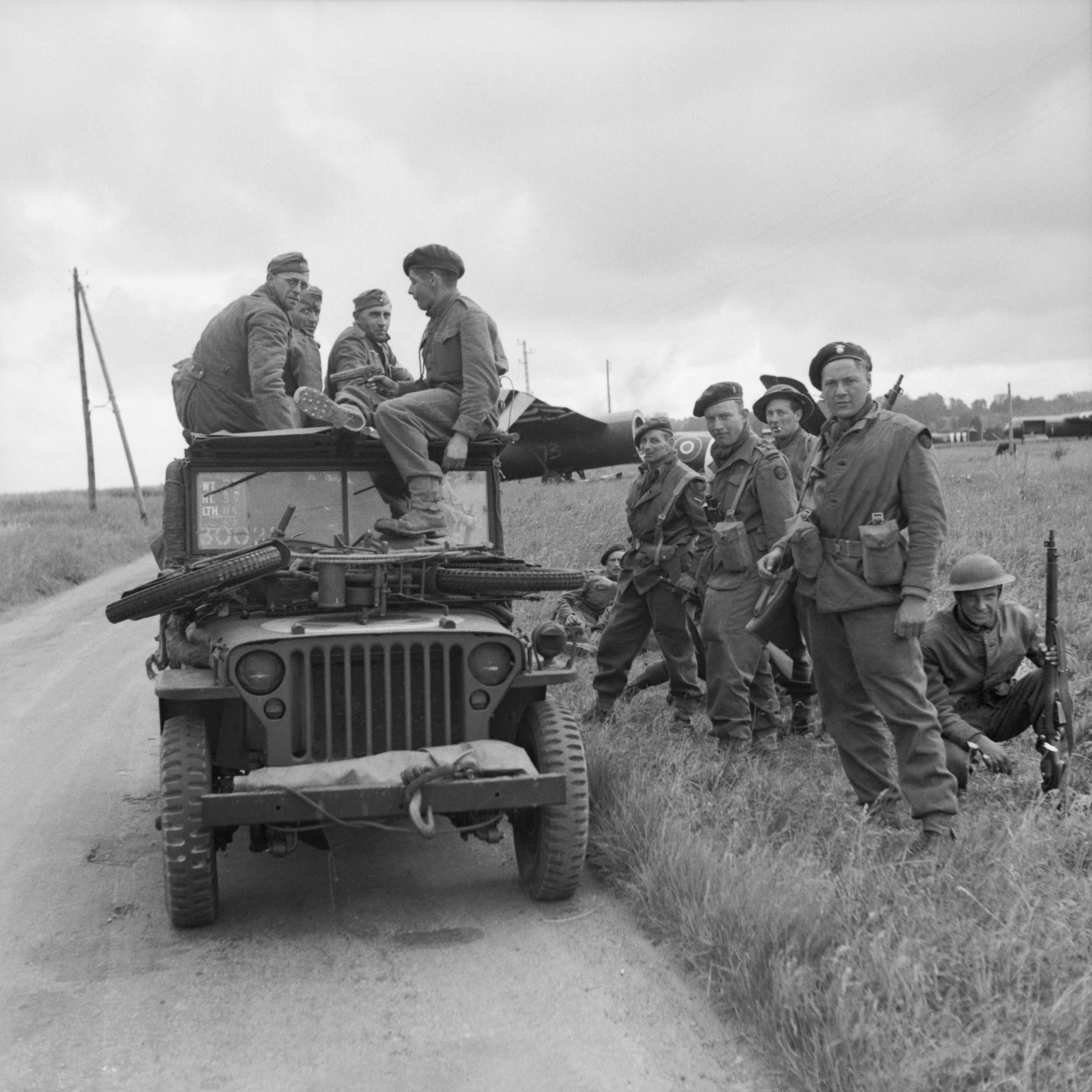
Захоплені командос 1-ї бригади спеціальної служби у полон німецькі солдати на горі джипа. На задньому плані десантні планери «Хорса». Ранвіль, Операція «Оверлорд». 7 червня 1944

### Нідерланди
Після успішного розвитку наступу союзних військ на території Франції, бригади командос були відведені у тил на доукомплектування та відновлення боєздатності. 1 листопада 1944 з початком битви на Шельді, 4-та бригада спеціальної служби висадилася з морським десантом на голландському острові Валхерен. Штурм німецьких позицій здійснювався одночасно з двох напрямків: командос висаджувалися з моря, водночас 2-га канадська та 52-га британська піхотні дивізії атакували із суходолу по насипах та дамбах. No. 4 Commando висадився на плацдармі біля Фліссінген, а No. 41 та No. 48 поблизу Весткапелле. У другому ешелоні сил морського десанту йшов 47-й загін командос. Протягом тижня на острові тривали затяті бої з німецькими військами, але нарешті британсько-канадські війська опанували Валхерен, захопивши у полон близько 2 900 військовополонених солдатів Вермахту.

### Німеччина
У січні 1945, 1-ша бригада командос залучалася до проведення операції «Блеккок» — рейдові дії із зачищення від залишків німецьких військ у так званому «Рурському трикутнику»: Гайнсберг-Рурмонд-Сіттард. За проявлену мужність молодший капрал Генрі Гарден, військовослужбовець Королівського армійського медичного корпусу, що діяв разом з No. 45 Commando, був удостоєний хреста Вікторії.
У березні 1945 бригада командос брала найактивнішу участь у форсуванні річки Рейн — операції «Пландер». Ввечері 23 березня, після потужної вогневої підготовки форсування, 1-ша бригада у взаємодії з 15-ю шотландською та 51-ю високогірською дивізіями Великої Британії під покриттям ночі розпочали подолання могутньої річки. Командос висаджувалися на протилежний берег на відстані приблизно 3,2 км від Везеля й, скориставшись тим, що німці перекинули основні свої сили на утримання району біля мосту Людендорфу (Ремаген), захопленого військами американської 9-ї бронетанкової дивізії, поринули на захоплення міста Везель. Незабаром авіація Королівських ВПС завдала потужного бомбо-штурмового удару по німецьких позиціях у місті, скинувши більше за 1 000 тонн авіабомб, і опівночі британці розпочали штурм Везеля. Бої тривали протягом двох діб, доки 25 березня 1945 вояки бригади остаточно не придушили нацистський опір й не опанували визначену ціль.

### Бірма
На Тихоокеанському театрі війни від формувань командос діяла 3-тя бригада, яка брала участь у низці морських десантних операцій. В основному регіон їх бойових дій знаходився на Бірманському фронтові, де в битвах з японською армією, британські командос продемонстрували високі бойові здібності, мужність і стійкість. Вінцем їх бойового шляху стали бої за висоту 170 — частина Бірманської операції у січні 1945 року. Бригада мала завдання захопити та утримати до підходу основних сил британської армії півострів Аракан у Ракхайні — важливий вузол транспортних комунікацій й єдиний шлях для відступу японської 54-ї дивізії з цього напрямку. Протягом десяти діб британські воїни стримували шалені атаки переважаючих сил противника, поки висадкою амфібійних сил 25-ї індійської дивізії та наступом 82-ї західно-африканської дивізії, ворог не був остаточно блокований й не відступив. Після поразки біля висоти 170 японське командування було змушене для запобігання катастрофи та повного знищення своєї 28-ї армії відходити у незручному для японської армії напрямку.
Надалі 3-тя бригада командос була відведена до Індії на доукомплектування та підготовки до операції «Зіппер» — запланованого вторгнення союзних військ на Малайю. Проте, через капітуляцію Японської імперії у війні, операція була скасована, а підрозділи дивізії направлені до Гонконгу для виконання охоронних функцій та підтримання громадського порядку в британській колонії.

## Вплив та пам'ять
По завершенню Другої світової війни усі підрозділи командос, що існували у складі армії, Королівських ВМФ, Повітряних сил та в морській піхоті, за винятком трьох загонів морської піхоти та одної бригади, були розформовані.
За станом на 2015 рік, британські збройні сили мають тільки 3-тю бригаду командос, яка уособлює та успадковує представників сухопутних військ та Королівської морської піхоти, що билися за часів світового конфлікту. Інші сучасні формування, як-то британський парашутний полк, Спеціальна повітряна служба і Спеціальна човнова служба також ведуть свою історію від колишніх британських командос.
З усіх західних країн, представники яких боролися пліч-о-пліч з британськими товаришами в лавах 10-го інтернаціонального загону командос, лише Норвегія не заснувала власних підрозділів командос на базі колишніх. Решта заснували подібні формування по завершенню війни. Так, французькі збройні сили мають командос ВМС Франції, голландці — корпус командос (нід. Korps Commandotroepen), бельгійці — парашутна бригада командос. 1-й батальйон рейнджерів армії США також формувався на основі здобутого досвіду спільної праці та операцій з британськими колегами. Перші добровольці, що базувалися у Північній Ірландії, пройшли повний курс підготовки у навчальному центрі командос в Акнакарі. Решта батальйонів рейнджерів вже формувалася американцями самостійно, без впливу британців.

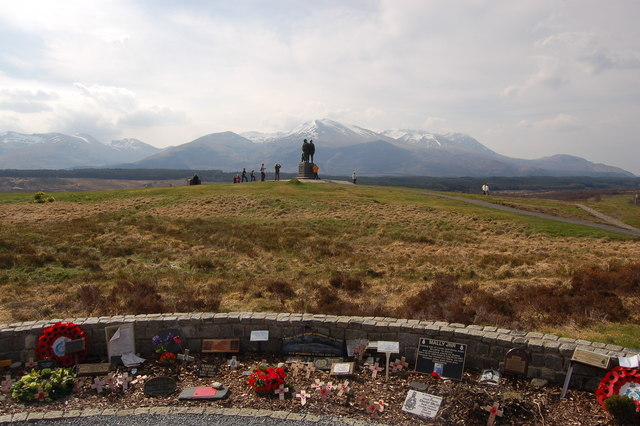
Меморіал британським командос на фоні колишнього навчального центру підготовки військ спеціального призначення. Спін Брідж. Гайлендс

З числа декількох тисяч командос, що брали участь у бойових діях, 479 отримали бойові нагороди. Вісім командос різних рангів були удостоєні вищої нагороди Британської імперії — хреста Вікторії. 37 офіцерів нагороджені орденом «За видатні заслуги», серед яких 9 отримали цю нагороду двічі; 162 чоловіка нагороджені Воєнним Хрестом, 13 військовиків отримали цю нагороду двічі.
Серед сержантського та рядового складу 32 удостоєних медаллю «За видатні заслуги» та 218 чоловік отримали Військовою медаллю.
У 1952 році королева-мати урочисто відкрила славетний монумент, присвячений подвигу усіх командос, — так званий меморіал командос. Пам'ятник влаштований на відстані приблизно 1 милі від селища Спін Брідж у Гайлендсі, на місці, де у світову війну діяв навчальний центр підготовки командос.